# Карибская плита

Карта литосферных плит. Карибская плита в центре, светло-оранжевая

Карибская плита — литосферная плита, расположенная в основании Карибского моря и части Северной Америки южнее полуострова Юкатан. 

## Описание

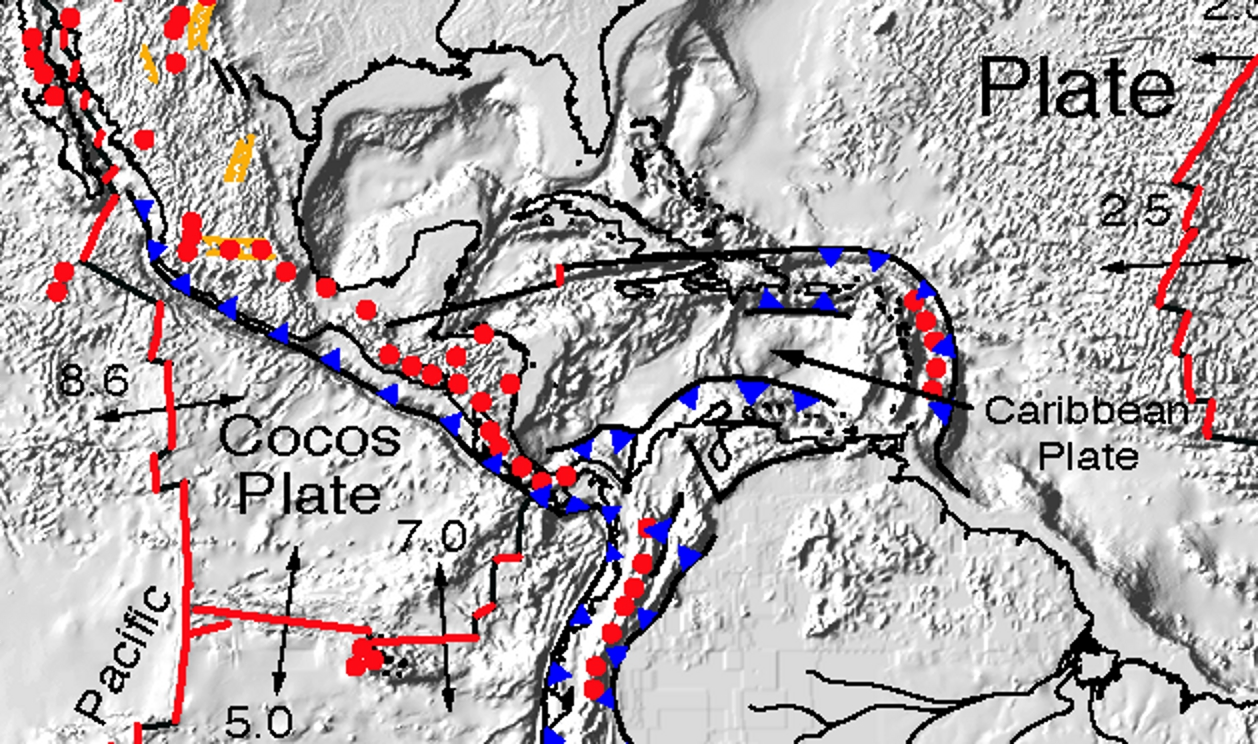
Плиты Кокос и Карибская

Площадь 3,2 млн км². Земная кора преимущественно океанического типа. С запада Карибскую плиту ограничивает сейсмофокальная зона, падающая на восток, по которой идет поддвиг океанической плиты Кокос под Карибскую плиту. На севере граничит с Северо-Американской плитой, в результате столкновения с которой образовались Антильские острова. На границе плит находится подводная гряда Кайман, простирающаяся от Кубы до мористого прибрежья Юкатана (с надводными частями в виде Каймановых островов). Куба находится по северо-американскую сторону данного сложного разлома, Ямайка — по карибскую, остров Гаити им поделен. Южнее Кайман простирается жёлоб Кайман в виде протяжённой зоны, равнобежной подводной гряде Кайман — самая глубокая часть Карибского моря с наибольшей глубиной в 7686 м. Карибская плита состоит в этом месте с Северо-Американской плитой в поперечном движении (первая движется на восток, вторая — на запад). Посередине северной границы плиты вдоль разлома Энрикильо-Плантэйн-Гарден от Карибской плиты происходит откол микроплиты Гонав. Восточнее Гаити протягивается в восточном направлении зона пододвига Северо-Американской плиты под Карибскую (с карибской стороны располагаются восточная часть Большой Антильской дуги и северная часть Малоантильской — Пуэрто-Рико и Виргинские острова), окаймлённая Пуэрто-Риканским жёлобом. Малые Антилы располагаются на восточном крае Карибской плиты, на её границе с Южно-Американской плитой.
С Южно-Американской плитой на востоке и юге и плитой Наска на юге имеет весьма сложные взаимоотношения.

## Происхождение

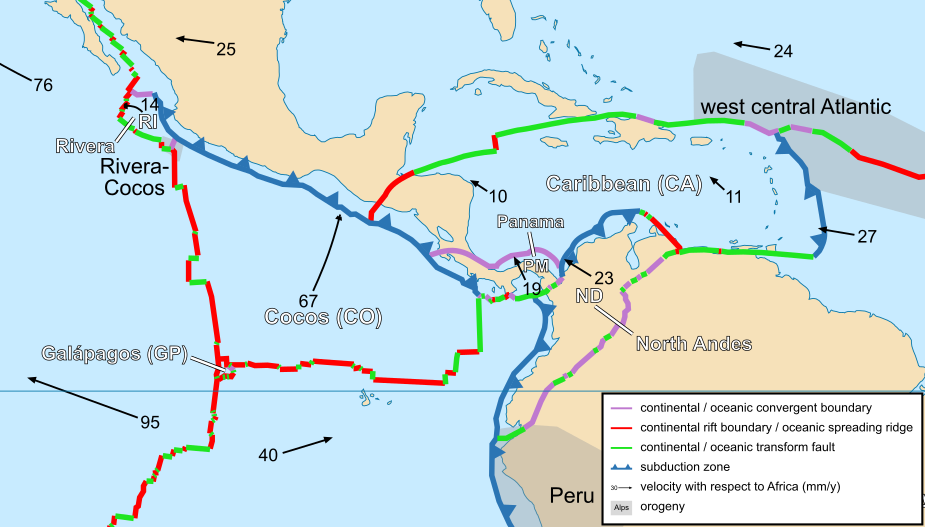
Карибская плита и линии разломов

Есть две соперничающих теории происхождения Карибской плиты.
В первой считается, что это крупная магматическая провинция, образовавшаяся в Тихоокеанском регионе десятки миллионов лет назад. Когда Атлантический океан расширялся, Северная и Южная Америки были вытолкнуты на запад, разделенные на время океанической корой. Дно Тихого океана поддвинулось под эту океаническую кору между континентами. Карибская плита дрейфовала в том же районе, но она была менее плотной (хотя и более толстой) по сравнению с окружающей океанической корой. Поэтому она не подверглась субдукции, а приподнялась над дном океана, продолжая двигаться на восток по отношению к Северной Америке и Южной Америке. С образованием Панамского перешейка 3 миллиона лет назад, в конце концов потеряла связь с Тихим океаном.
Более свежая теория утверждает, что Карибская плита возникла из горячих точек Атлантики, больше не существующих. Эта теория ссылается на факт абсолютного движения Карибской плиты на запад, а не на восток. Её кажущееся движение на восток является только относительным, по отношению к движению Северо-Американской и Южно-Американской плит.